# Carl Friedrich Aichinger
Carl Friedrich Aichinger (* 31. März 1717 in Vohenstrauß; † 13. Dezember 1782 in Sulzbach) war ein deutscher Sprachwissenschaftler, der sich um eine Reform der deutschen Sprache und Literatur bemühte.

## Leben
Von 1735 bis 1738 studierte Aichinger und machte seine Abschlussprüfung in 10 Fächern. 1741 heiratete er Anna Elisabeth Cantzler und übernahm das Rektorat der Lateinschule in Sulzbach. Von 1750 bis 1777 war Aichinger Stadtprediger und ab 1777 bis zu seinem Tod am 13. Dezember 1782 Inspector der evangelischen Kirchen.

## Wirken
Aichinger brachte sich aktiv bei der Suche einer überregionalen Standardsprache im Deutschland des 18. Jahrhunderts ein, wobei er die oberdeutsche Position zu stärken suchte.
1753 veröffentlichte er die Grammatik „Versuch einer teutschen Sprachlehre“, in der er seine Vorstellungen eines angemessenen Hochdeutsch beschrieb. Aichinger stellte sich gegen Vorstellungen der „Anomalisten“, welche eine existierende „Mundart“, den obersächsischen Dialekt, zum Standard erheben wollten. Aichinger sah dies anders. Er war der Auffassung, man könne bei der Wahl der deutschen Standardsprache nicht an den verschiedenen Dialekten des Deutschen vorübergehen. So setzte er sich stattdessen für einen Ausgleich ein: In seinem Sinne sollte eine (bisher nicht existierende) Idealsprache kreiert werden, welche die verschiedenen Dialekte bei der Suche einer Standardsprache berücksichtigen sollte.
Das besondere an der Person Aichinger ist unter anderem, dass er sich als protestantischer Prediger auf die Seite des oberdeutschen Widerstands gegen das Gottsched’sche Sächsisch stellte, die dort polemisch als fortschrittsfremde katholische Fundamentalopposition bezeichnet wurde. Dies zeigt, dass es sich zu dieser Zeit schon nicht mehr um einen Konflikt der Konfessionen handelte, sondern um die handfeste Rivalität verschiedener Sprachregionen, wobei ihm als Oberpfälzer die bairisch-österreichische Variante näher stand, als die seiner Glaubensbrüder in Sachsen. Aichinger ging sogar so weit, seine Grammatik dem einflussreichen katholischen Wiener Erzbischof Joseph Fürst Trautson zu widmen, weil er sich dadurch bessere Aufnahme seiner Thesen beim Wiener Hof erhoffte, wo der spätbarocke Sprachenstreit schließlich auch politisch entschieden wurde.
Letztlich konnte er sich nicht durchsetzen, die Position der Anomalisten, unter anderem vertreten von Johann Christoph Gottsched, setzte sich durch. Ab der Mitte des 18. Jahrhunderts wurde die ostmitteldeutsche Schreibsprache deutsche Standardsprache („Hochdeutsch“).